# Bolton (Vermont)
Bolton és una població dels Estats Units a l'estat de Vermont. Segons el cens del 2000 tenia 971 habitants.

## Demografia
Segons el cens del 2000, Bolton tenia 971 habitants, 368 habitatges, i 260 famílies. La densitat de població era de 8,8 habitants per km².
Dels 368 habitatges en un 40,8% hi vivien nens de menys de 18 anys, en un 57,9% hi vivien parelles casades, en un 7,6% dones solteres, i en un 29,3% no eren unitats familiars. En el 19,3% dels habitatges hi vivien persones soles el 4,6% de les quals corresponia a persones de 65 anys o més que vivien soles. El nombre mitjà de persones vivint en cada habitatge era de 2,64 i el nombre mitjà de persones que vivien en cada família era de 3,09.
Per edats la població es repartia de la següent manera: un 28,9% tenia menys de 18 anys, un 5,7% entre 18 i 24, un 39,6% entre 25 i 44, un 19,8% de 45 a 60 i un 6% 65 anys o més.
L'edat mediana era de 35 anys. Per cada 100 dones de 18 o més anys hi havia 100,6 homes.
La renda mediana per habitatge era de 49.625 $ i la renda mediana per família de 55.486 $. Els homes tenien una renda mediana de 39.375 $ mentre que les dones 28.958 $. La renda per capita de la població era de 24.256 $. Entorn del 3,6% de les famílies i el 5,3% de la població estaven per davall del llindar de pobresa.